# Drapeau du Groenland
Le drapeau du Groenland est le drapeau civil, le drapeau d'État et le pavillon marchand du territoire autonome du Groenland. Il est souvent appelé « Erfalasorput », qui signifie « notre drapeau » en groenlandais. Les habitants l’appellent aussi « Aappalaartoq » (littéralement « le rouge »), qui sert aussi à désigner le Dannebrog, le drapeau du Danemark. Actuellement les Groenlandais hissent souvent le drapeau du Groenland et du Danemark côte à côte.

## Symbolique du drapeau
Selon Christiansen, le créateur du drapeau, la partie blanche supérieure du pavillon représente les glaciers, qui recouvrent 80 % de l’île. La partie rouge inférieure représente, elle, la mer. Le demi-cercle rouge rappelle le soleil et le demi-cercle blanc évoque quant à lui les icebergs qui dérivent au large du pays. Le drapeau rappelle aussi le soleil couchant se reflétant dans la mer.

## Histoire
L'idée d’un drapeau propre au Groenland date de 1973, quand cinq Groenlandais ont proposé un drapeau vert, bleu et blanc. L'année suivante un journal a publié onze propositions de drapeaux et demanda aux Groenlandais d’élire celui qu’ils préféraient, mais le Dannebrog était le plus populaire.

Proposition de Sven Tito Achen.

En 1978, le Danemark a donné plus de droits au Groenland, faisant ainsi du Groenland un État autonome du royaume du Danemark, au même titre que les Îles Féroé. Pour fêter sa semi-indépendance le gouvernement groenlandais a organisé un concours pour choisir un nouveau drapeau. Ils ont reçu 555 propositions dont 293 venant de Groenlandais. Les jurés n’arrivant pas à se décider, ils demandèrent alors plus de propositions. 
Finalement le drapeau actuel dessiné par Christiansen a gagné contre celui de Sven Tito Achen (voir ci-contre) avec 14 voix contre 11. Le drapeau de Christiansen a été officiellement adopté le 21 juin 1985.
Pour fêter le 30e anniversaire du « Erfalasorput », la poste groenlandaise a mis en circulation des timbres commémoratifs et un prospectus décrivant le drapeau composé par son créateur.